# Dammtor

Am Dammtor

Das Dammtor in Hamburg war ein bis ins 19. Jahrhundert bestehendes Stadttor in der Gegend des heutigen Bahnhofes Hamburg Dammtor. Neben dem Bahnhofsnamen erinnern mehrere Straßennamen an das ehemalige Tor der Hamburger Wallanlagen. Auch die Umgebung wird seit altersher als am oder bei dem Dammtor bezeichnet.

## Geschichte
Das Dammthor war ursprünglich eines der Hamburger Stadttore zwischen der Altstadt und der späteren Neustadt und befand sich auf bzw. am Mühlenstaudamm über die Alster, dem heutigen Jungfernstieg. Auf der ältesten bekannten Stadtansicht aus dem Jahre 1590 besteht es aus einem inneren Tor auf Höhe des Neuen Walls und einem äußeren Tor bei der heutigen Ecke Jungfernstieg/Neuer Jungfernstieg. Zu diesem äußeren Tor gehörte auch ein Befestigungsturm, genannt Isern Hinnerk (Eiserner Heinrich) oder – wegen der Farbe seiner Eindeckung – Blauer Turm.
Beim Bau der Hamburger Wallanlagen zu Beginn des 17. Jahrhunderts wurde das Tor an den heutigen Stephansplatz verlegt und nahm dabei seinen Namen an den neuen Ort mit. Der Grundstein für das neue Tor wurde 1622 gelegt, zwei Jahre später wurde es für den Verkehr freigegeben und 1632 ganz fertiggestellt.
Altes wie neues Dammtor verbanden die Hamburger Innenstadt mit ihrem nördlichen Vorland und den dort gelegenen Dörfern, den heutigen Stadtteilen Rotherbaum, Harvestehude, Eppendorf und Eimsbüttel. Ebenfalls „vor dem Dammtor“ befanden sich seit dem 18. Jahrhundert die sogenannten Dammtorfriedhöfe. Nach dem Ende der Franzosenzeit wurde das Dammtor 1817 abgebrochen und die einstigen Festungswälle wurden in Grünanlagen umgewandelt. Anstelle des alten Tores erbaute Carl Ludwig Wimmel wie auch am Deich-, Millern- und Steintor eine „zeitgemäße“ Toranlage mit steinernen Pfosten und eisernen Toren, die noch bis zur Aufhebung der Torsperre zum Jahreswechsel 1860/61 allabendlich verschlossen wurden.
1866 erhielt der am Dammtordamm eröffnete Bahnhof der Hamburg-Altonaer Verbindungsbahn den Namen Dammtor. Dieser zu ebener Erde in Höhe des heutigen Kinos liegende Bahnhof wurde 1903 durch den heutigen Bahnhof Hamburg Dammtor abgelöst.

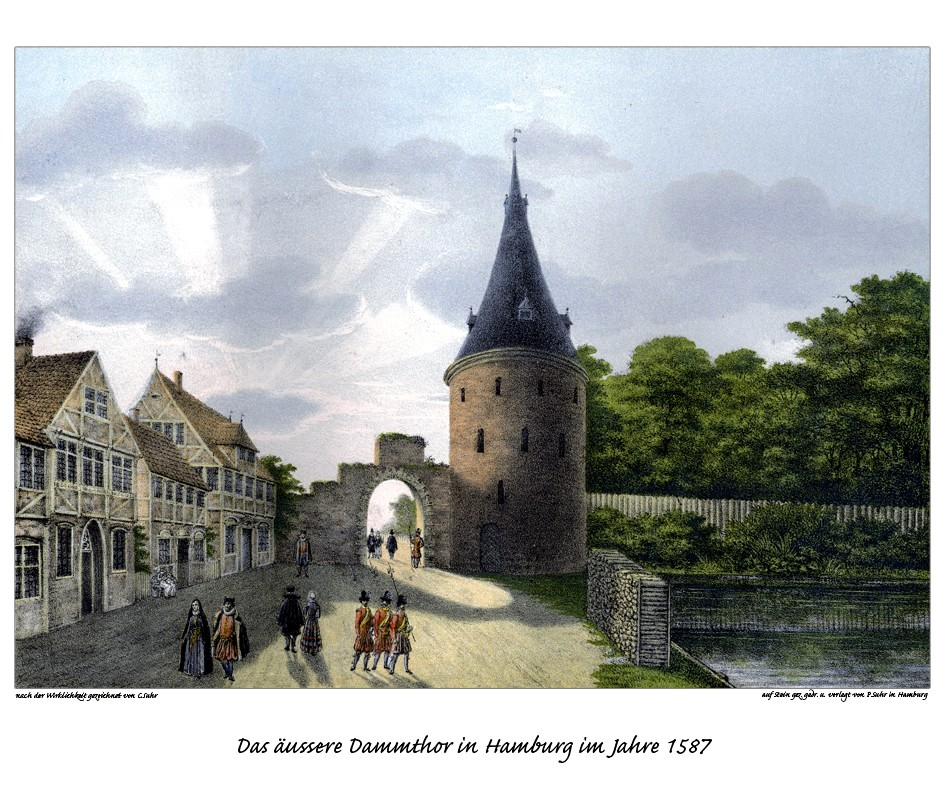
Das alte Dammtor am Alsterdamm mit „Isern Hinnerk“, um 1587 (Illustration: Gebrüder Suhr, frühes 19. Jh.)
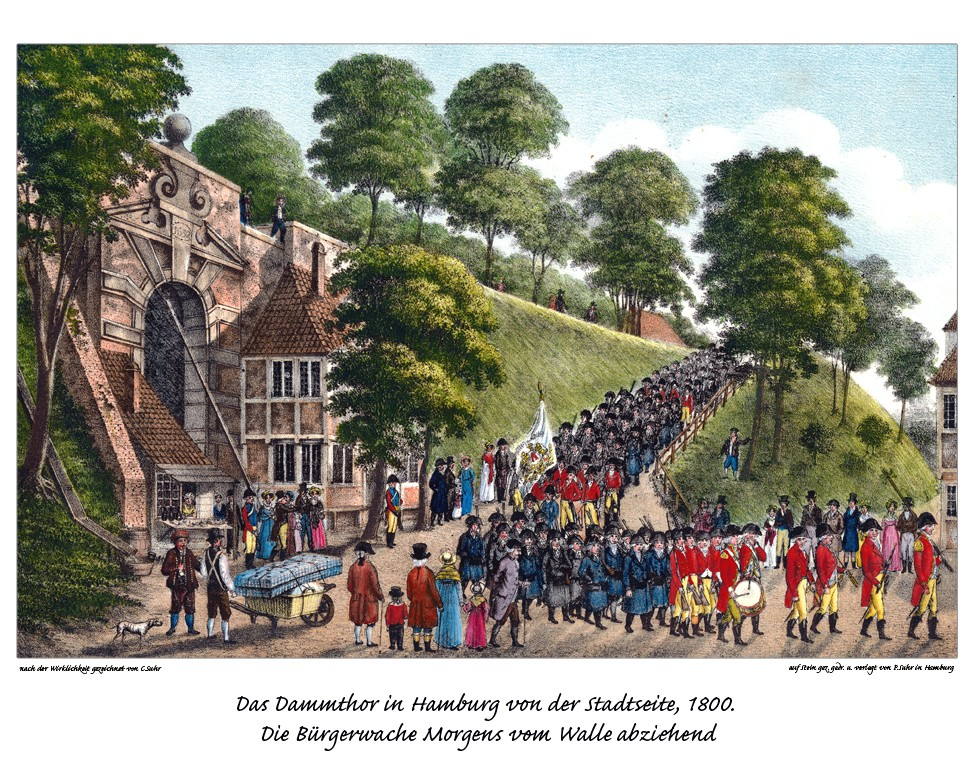
Aufzug der Bürgerwache am Dammtor, um 1800
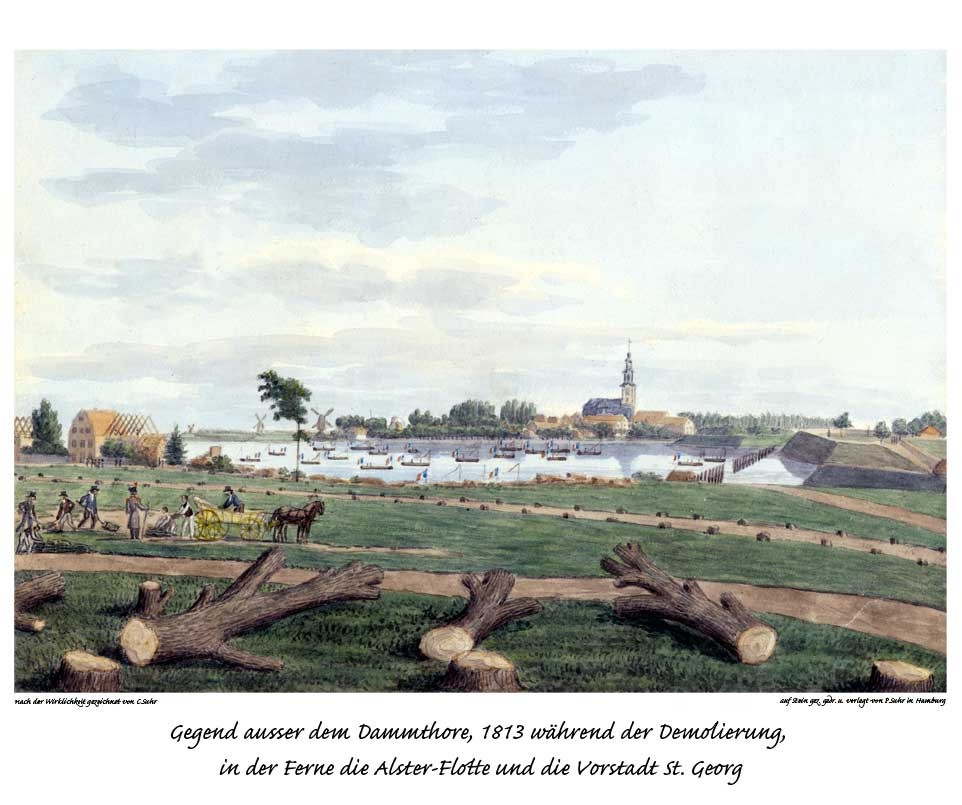
Gegend vor dem Dammtor während der „Demolierung“ 1813
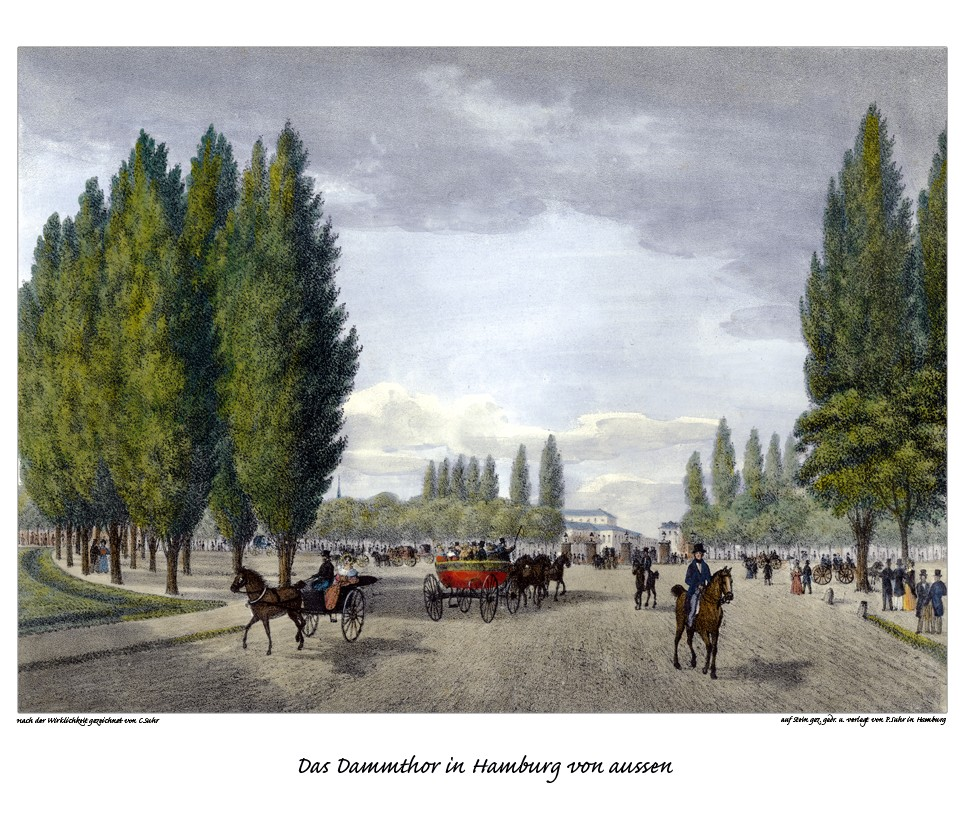
Das letzte Dammtor von außen, um 1830

## Quartier

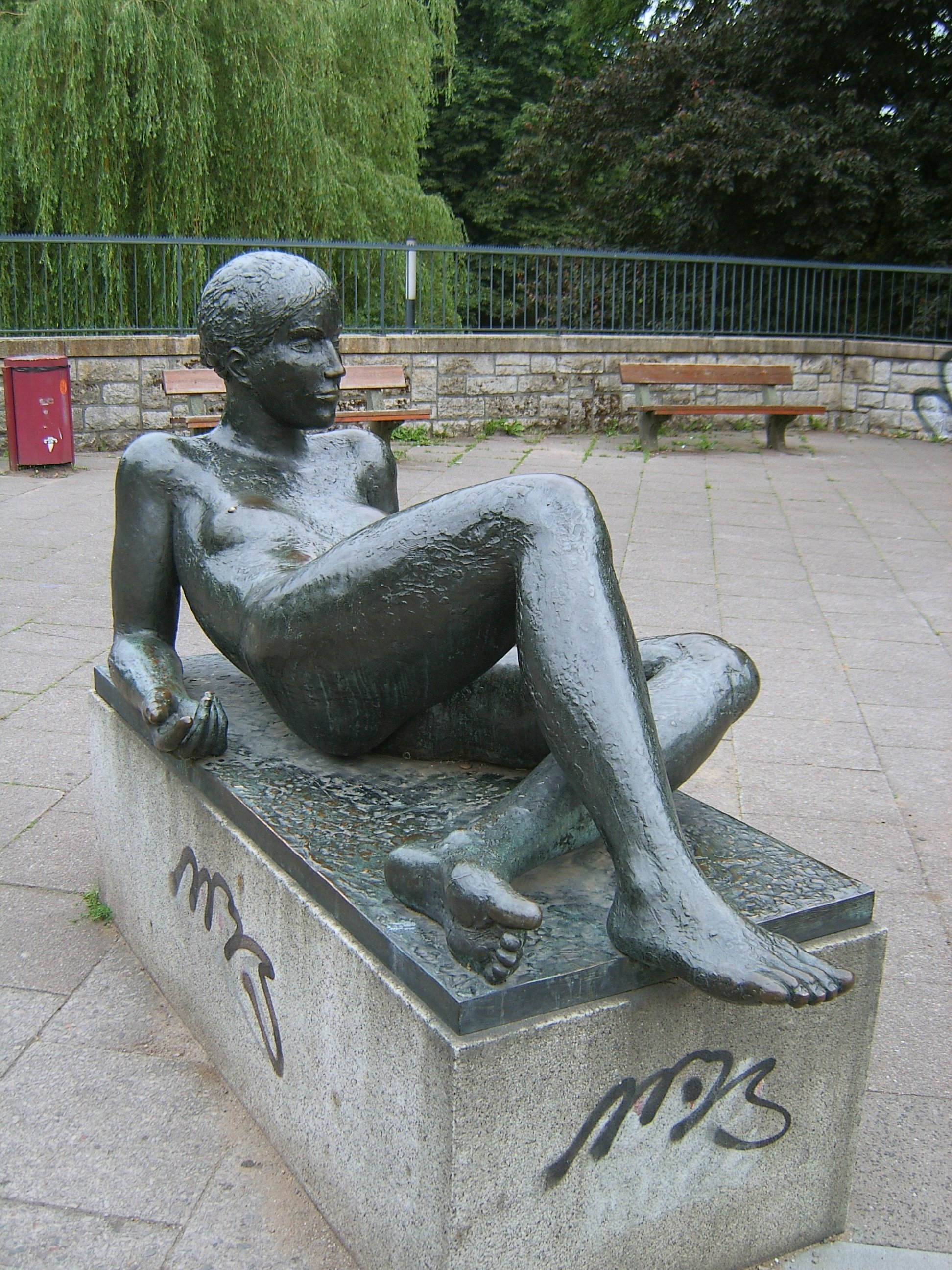
Edgar Augustin: Die Liegende (1977), vor dem Alten Botanischen Garten (heute Teil von Planten un Blomen)

Im engeren Sinn ist mit Am Dammtor meist der Bereich um den Bahnhof Dammtor und entlang der Straße Dammtordamm, die zwischen den Parkanlagen Planten un Blomen (Stadtteil St. Pauli) und Gustav-Mahler-Park (Stadtteile Neustadt) bis zum Stephansplatz verläuft, gemeint. Ab der Kreuzung Stephansplatz führt die dann Dammtorstraße genannte Straße, die ehemalige Zufahrtsstraße zum Dammtor, weiter ins Stadtinnere zum Gänsemarkt. Von ihr zweigt der auf der Innenseite der ehemaligen Stadtbefestigung gelegene Dammtorwall ab.
Die bis ins 19. Jahrhundert gebräuchliche Bezeichnung Vor dem Dammtor umfasste in etwa die außerhalb des Festungsringes liegenden, durch das Dammtor zu erreichenden Gegenden von der Außenalster mit dem heutigen Stadtteil Hamburg-Rotherbaum, bis zu den Friedhöfen der Hamburger Kirchspiele, an deren Stelle sich heute Teile des Messegeländes und der Parkanlagen von Planten un Blomen im Stadtteil St. Pauli befinden.
Entsprechend werden manchmal, auch in Verbindung mit dem Fernbahnhof, der Park nördlich davon, die Moorweide mit dem anliegenden Hauptgebäude der Universität und das westlich vom Bahnhof liegende Congress Center Hamburg (CCH) mit dem Turm des Radisson Blu Hotel Hamburg an der Stelle des ehemaligen Eingangs zu Planten un Blomen durch am Dammtor lokalisiert.

## Bauwerke am Dammtor

### Dammtorbahnhof

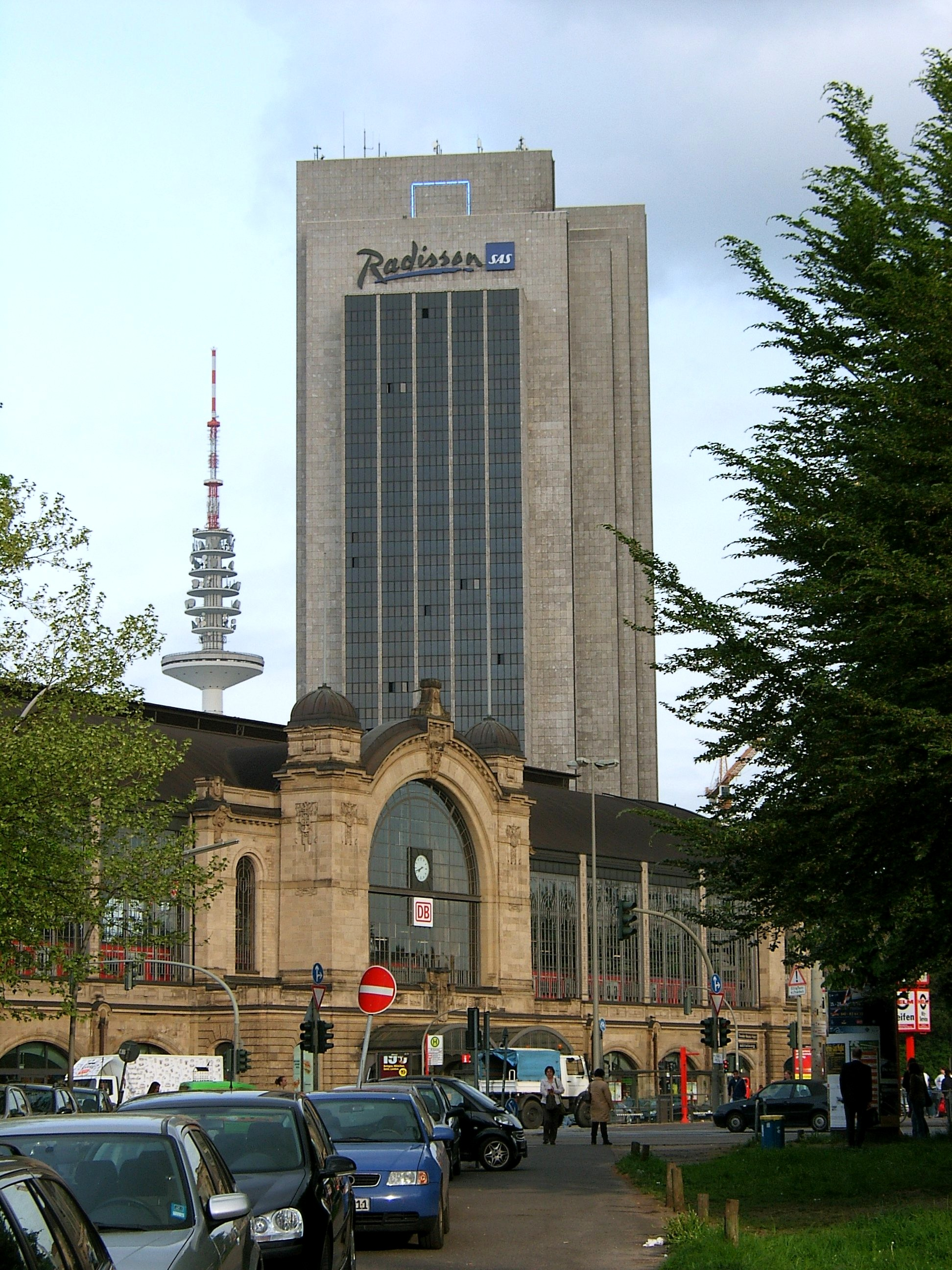
Bahnhof Dammtor, dahinter das Hotel am CCH und der Fernsehturm

Der 1903 zum Empfang des Kaisers eröffnete Dammtor-Bahnhof ist das wichtigste Bauwerk am Dammtor und prägt zusammen mit dem CCH das heutige Bild des Quartiers.

### Kriegerdenkmal, Gegendenkmal und Deserteurdenkmal

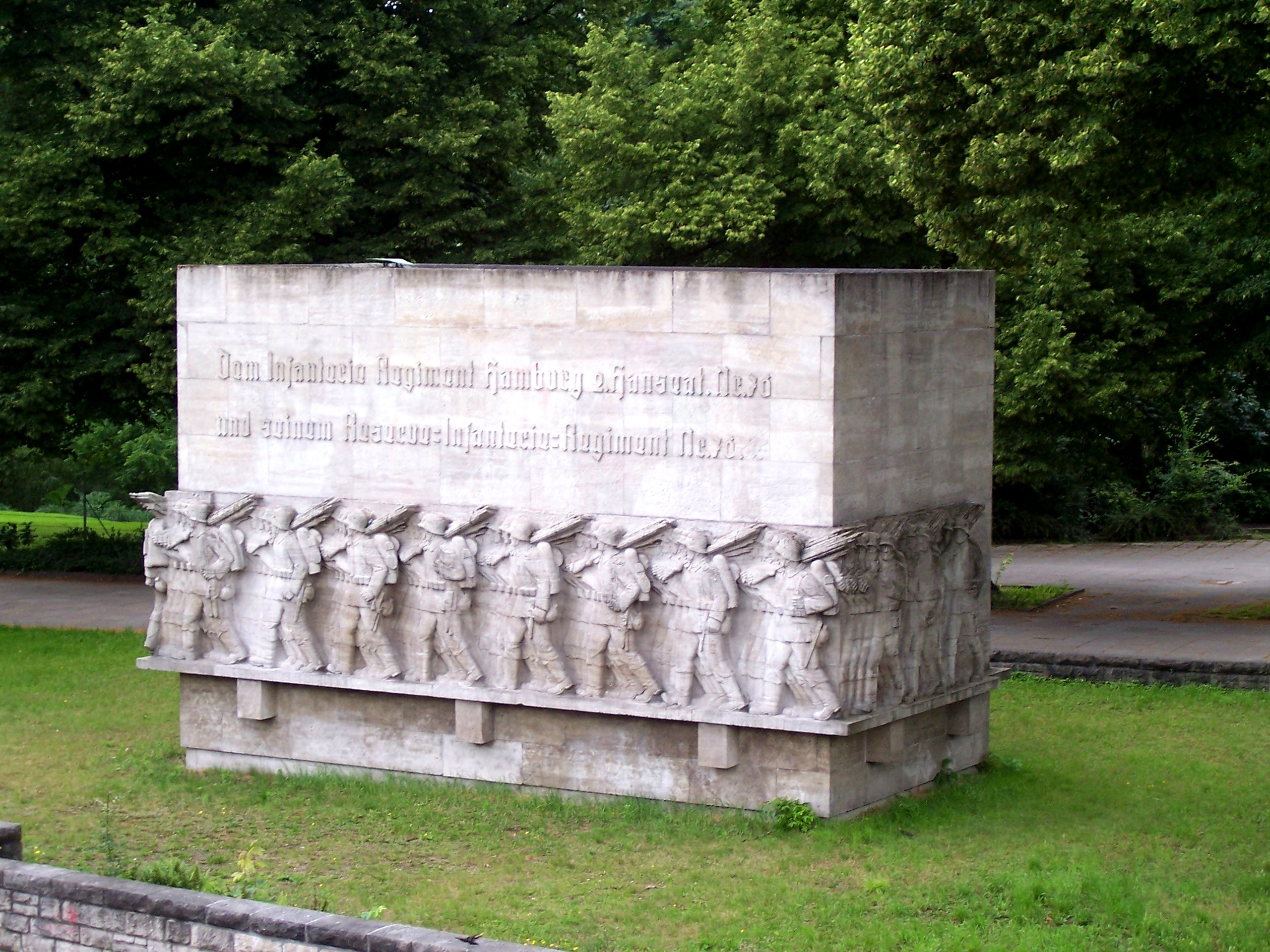
Das Kriegerdenkmal am Dammtordamm

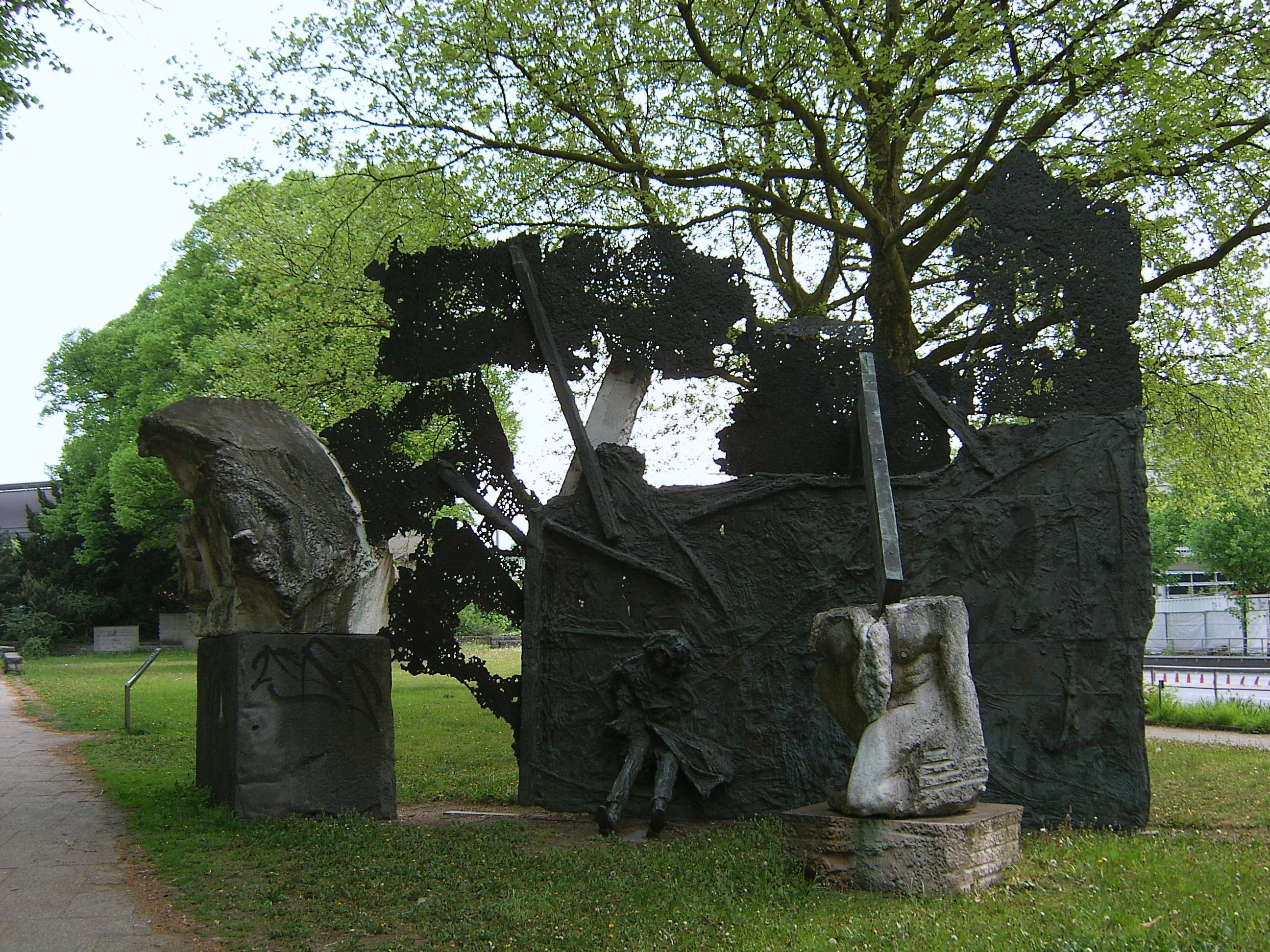
Gegendenkmal von Alfred Hrdlicka

Das 76er-Denkmal, im Volksmund „Kriegsklotz“ genannte, umstrittene Kriegerdenkmal am Dammtordamm wurde 1934 vom NS-Senat für das in Hamburg stationierte Infanterie-Regiments „Hamburg“ (2. Hanseatisches) Nr. 76 initiiert und 1936 nach dem Entwurf von Richard Kuöhl errichtet. Es sollte ausdrücklich der Soldaten vergangener Kriege gedenken und keinesfalls der Opfer.
Das Denkmal ist ein sieben Meter hoher rechteckiger Block aus Muschelkalk mit einem umlaufenden Relief, das in Viererreihen marschierende Soldaten, mit Marschgepäck, geschulterten Gewehren und Stahlhelmen, in Lebensgröße darstellt. Es trägt mehrere Inschriften, so auf der Planten un Blomen zugewandten Seite den kriegspropangandistischen Satz Deutschland muss leben, und wenn wir sterben müssen aus dem Gedicht „Soldatenabschied“ von Heinrich Lersch und auf Seite zur Straße hin Dem Infanterie-Regiment Hamburg 2. Hanseat.-Nr. 76 und seinem Reserve-Infanterie-Regiment Nr. 76.
Bauherr des Denkmals waren die Traditionsvereine des Infanterieregiments 76, die die Errichtung eines Denkmals bereits vor der Machtübernahme der Nationalsozialisten gefordert hatten. Es sollte als Gegendenkmal zu dem 1931 eingeweihten Hamburger Ehrenmal, dem Denkmal für die Gefallenen des Ersten Weltkriegs von Ernst Barlach am Rathausmarkt fungieren, das von nationalistischen Kreisen abgelehnt wurde. Die Einweihung fand am 15. März 1936 statt.
Nach Ende des Zweiten Weltkrieges gab es Bestrebungen der britischen Besatzungsbehörden, das Denkmal zu sprengen. Der Hamburger Denkmalrat verhinderte dies mit einer Verfügung aus dem Jahr 1946, nach der lediglich die Reliefs und Inschriften entfernt werden sollten. Diese Verfügung wurde jedoch nicht umgesetzt. 1958 versah Richard Kuöhl das Denkmal mit einer Gruftplatte für die Gefallenen des Zweiten Weltkrieges. In den 1970er Jahren war das Denkmal regelmäßig Ziel sowohl von militärischen und neonazistischen Aufmärschen wie von Antikriegskundgebungen, aber auch von Protestaktionen, wie dem Werfen von Farbbeuteln, dem Malen von Graffiti, dem Abschlagen von Reliefstücken wie auch kleinteiligen Sprengungen. Die Bundeswehr stellte in den 1970er Jahren ihre Ehrungen an diesem Ort ein. Für besondere Aufmerksamkeit sorgte es, als 1999 die Helme der auf den Reliefs abgebildeten Soldaten abwechselnd rot und grün gefärbt wurden, offenbar um damit die Beteiligung Deutschlands am Kosovo-Krieg unter der durch die Rot-Grüne Koalition getragenen Regierung zu kritisieren.
1982 beschloss die Kulturbehörde Hamburg, an die Seite des Kriegerdenkmals ein Gegendenkmal als eine Gedenkstätte zu stellen. Das so konzipierte Mahnmal gegen den Krieg des Wiener Künstlers Alfred Hrdlicka sollte aus vier Teilen bestehen. Da der Künstler Nachforderungen stellte, wurden allerdings zwischen 1983 und 1986 nur zwei Teile realisiert: Hamburger Feuersturm zur Operation Gomorrha und Fluchtgruppe Cap Arcona zur Versenkung des Schiffs Cap Arcona durch britische Bomber, die die meisten der an Bord befindlichen ca. 4.600 KZ-Häftlinge das Leben kostete. Die nicht fertiggestellten Teile hatten die Themen Soldatentod und Frauenbild im Faschismus.
Im November 2015 wurde zwischen Kriegerdenkmal und Gegendenkmal das Deserteurdenkmal eingeweiht.

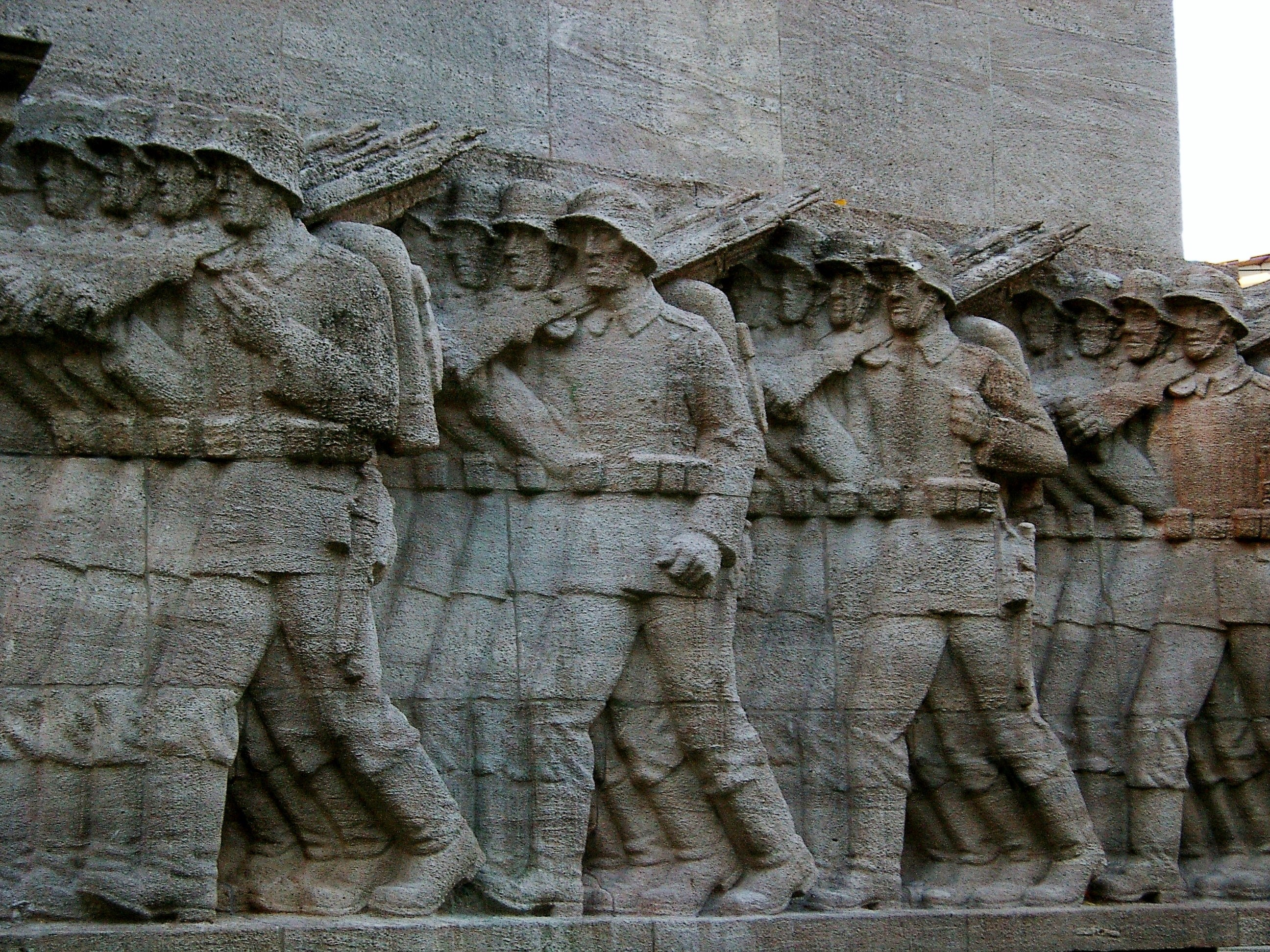
Kriegerdenkmal, Detail
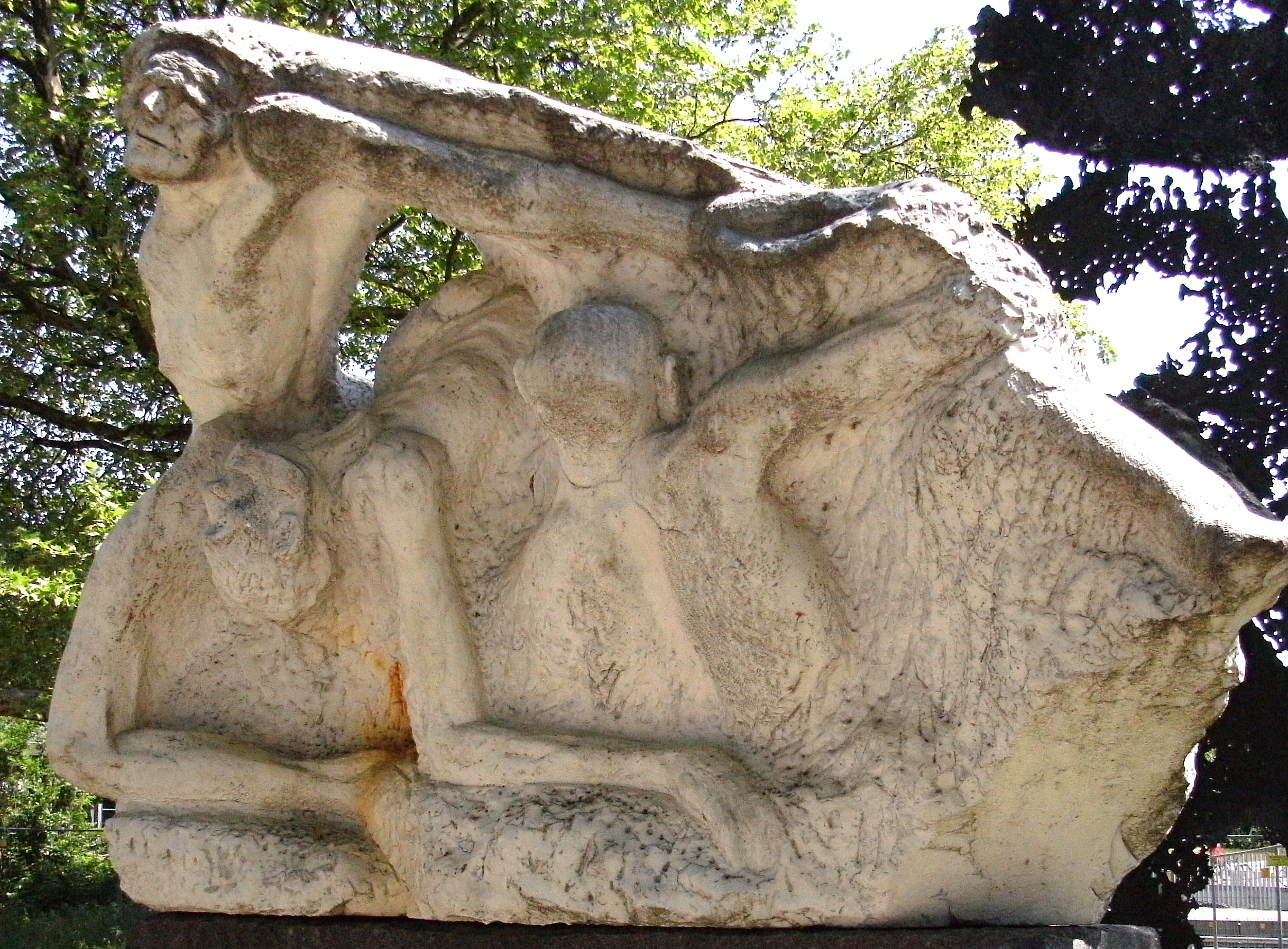
Gegendenkmal, Detail
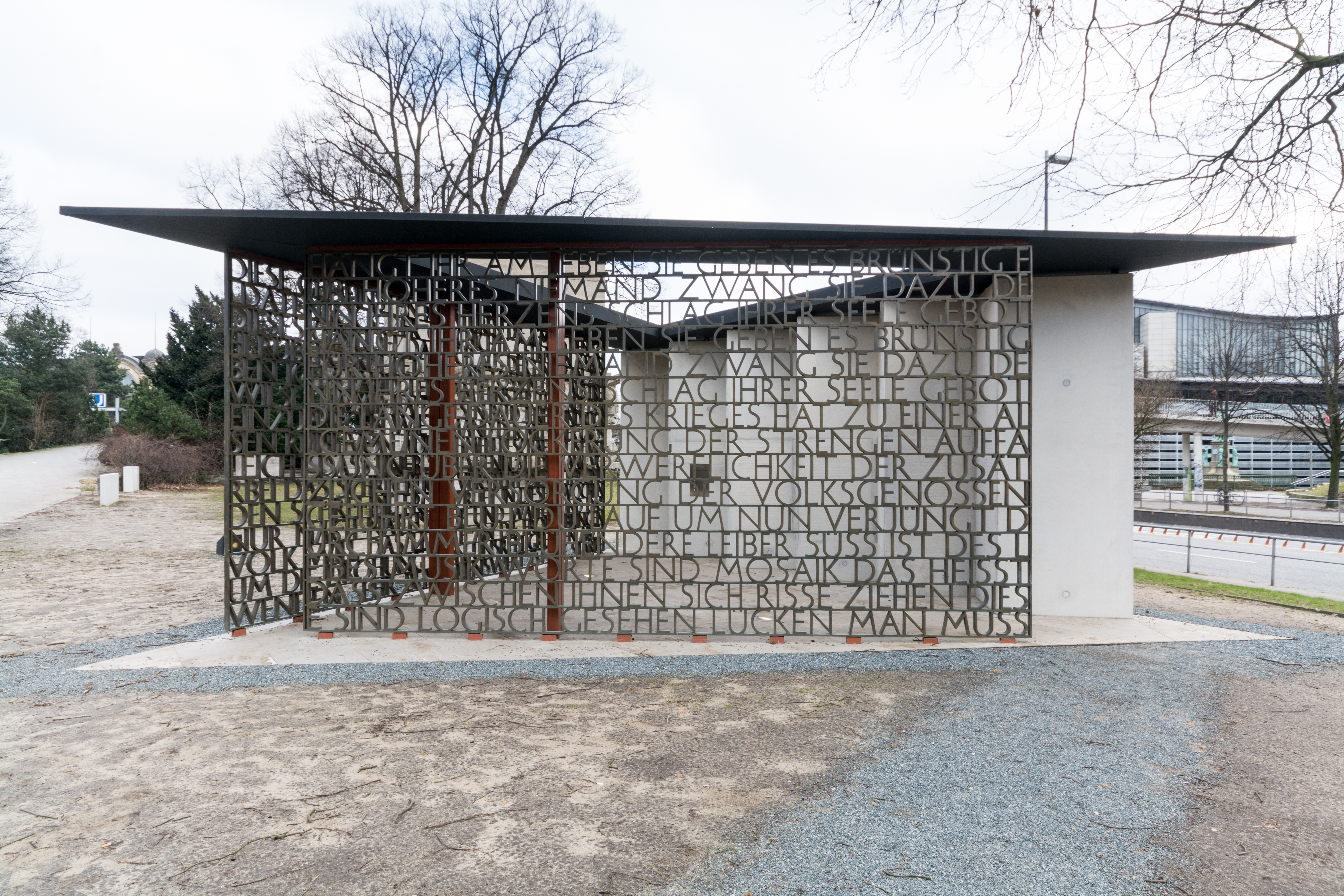
Deserteurdenkmal
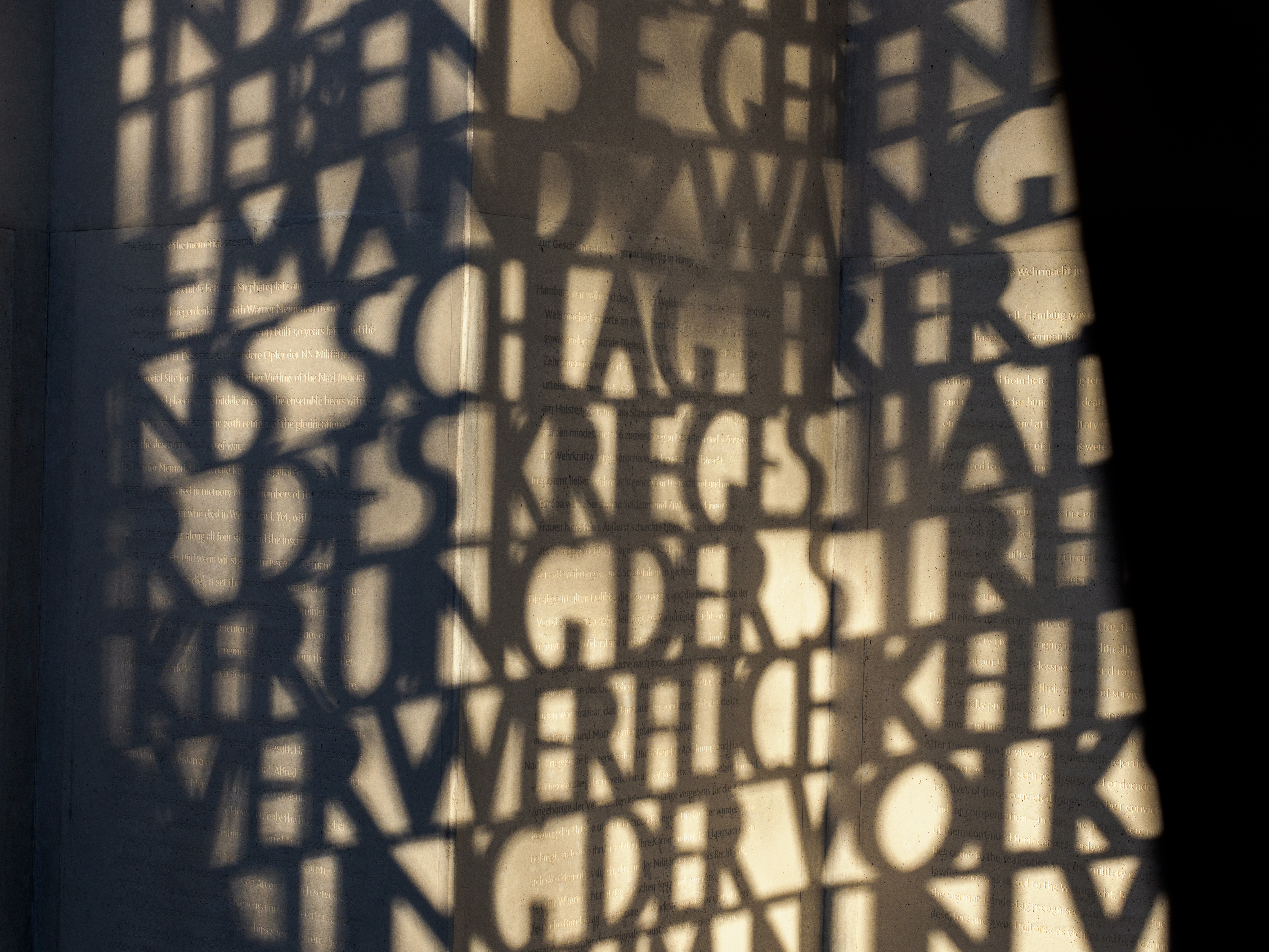
Deserteurdenkmal, Detail

### Dammtorwache

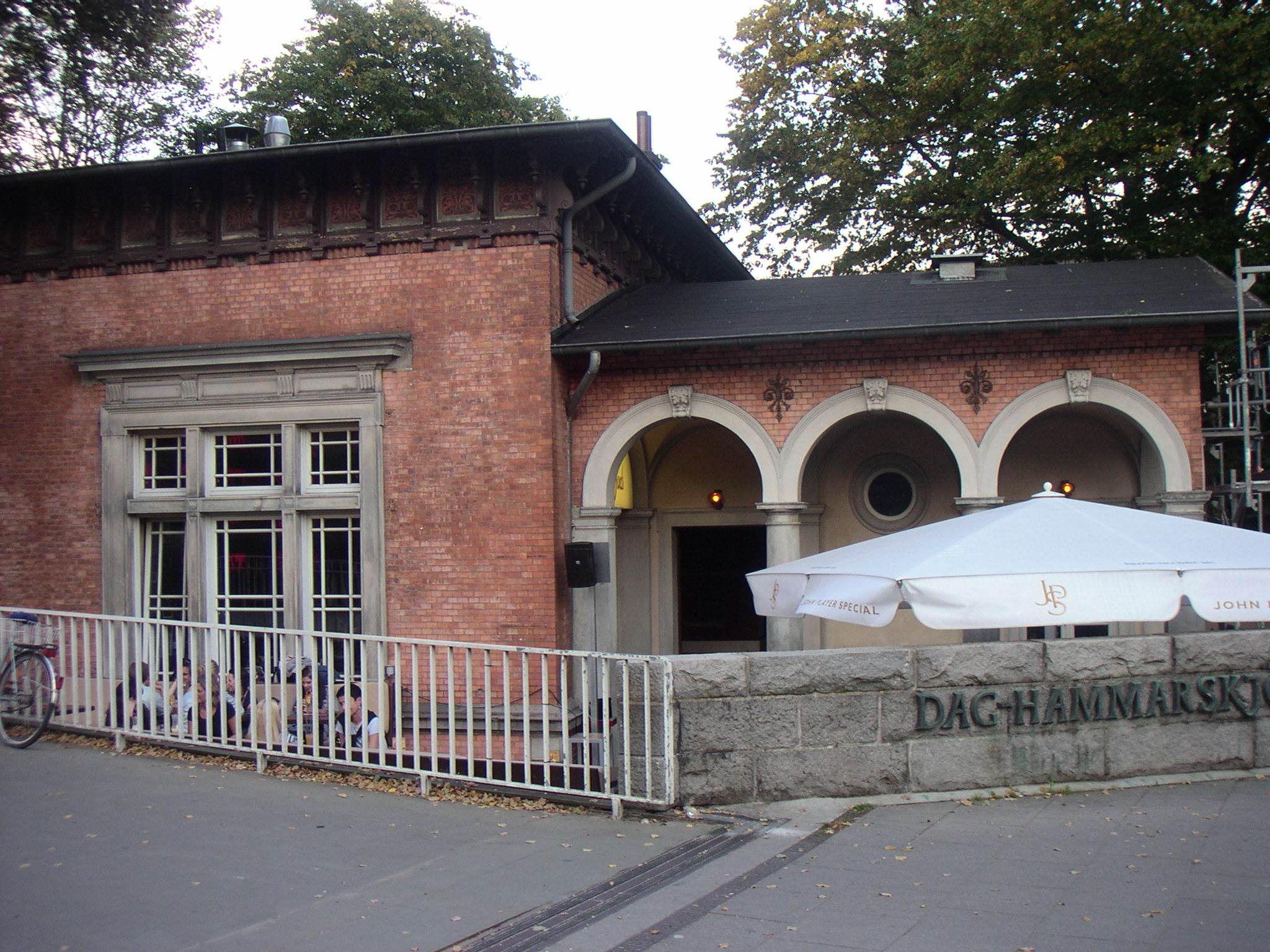
Dammtorwache am Dammtordamm 2. Der Weg nach links ist nach dem Abriss des nördlichen Teils der Dag-Hammarskjöld-Brücke nicht mehr vorhanden.

Die Dammtorwache ist ein kleines Gebäude zwischen Dammtordamm und dem Nordeingang des U-Bahnhofes Stephansplatz am Westende der nach Teilabriss im Sommer 2020 verbliebenen Dag-Hammarskjöld-Brücke. Anders als die erhaltenen klassizistischen Wachgebäude am Millern- und Steintor diente es nie als Torwache, sondern wurde erst 1878/79, also lange nach Aufhebung der nächtlichen Torsperre, als Polizeiwache im Neorenaissance-Stil mit Säulen, Kapitellen und Dreiecksgiebeln erbaut und 1972 unter Denkmalschutz gestellt. Es wird heute gastronomisch genutzt.

### Dag-Hammarskjöld-Brücke

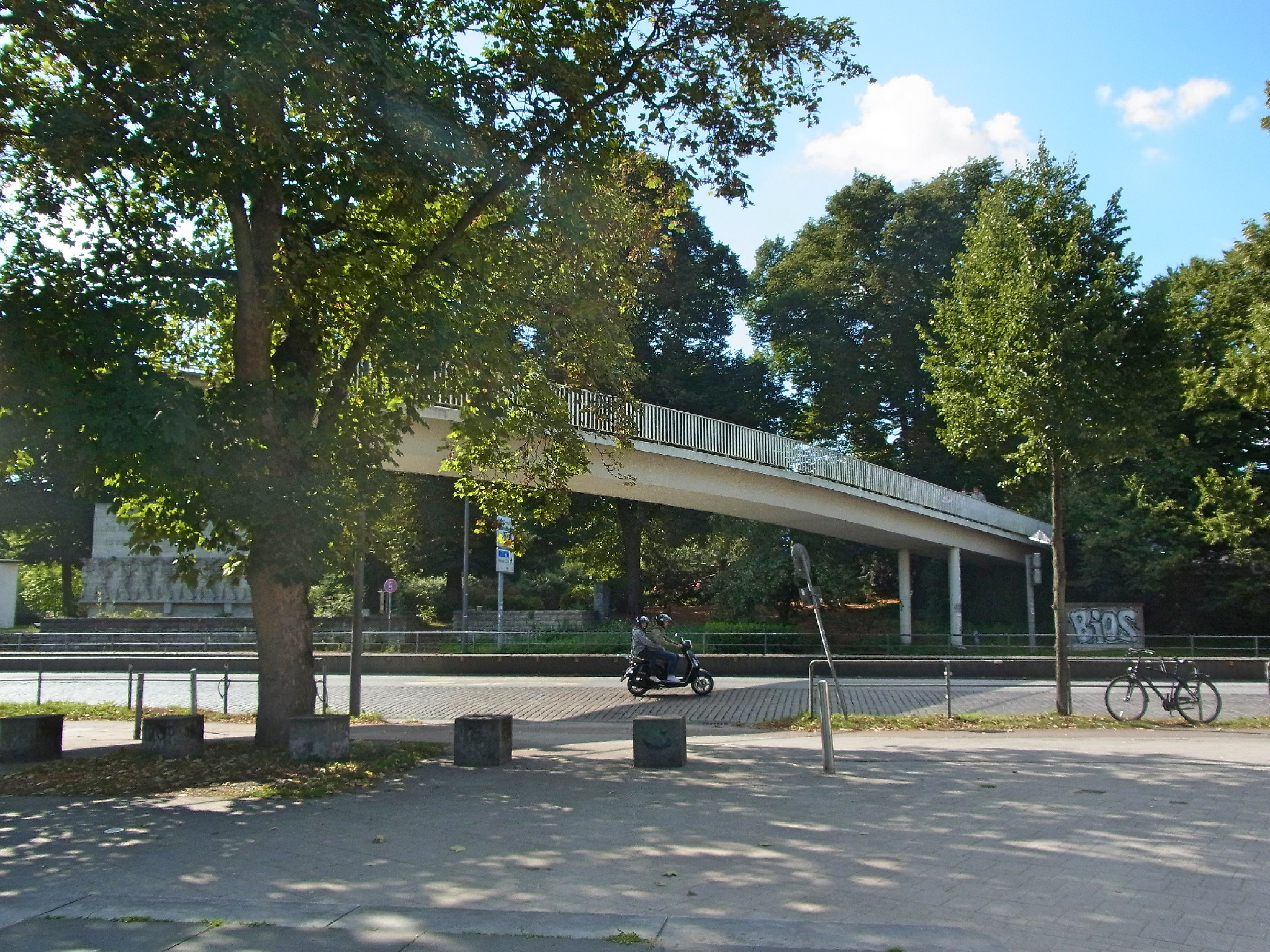
Dag-Hammarskjöld-Brücke

An der Dammtorwache vorbei verläuft die 1962 errichtete Dag-Hammarskjöld-Brücke über den Dammtordamm zum Gustav-Mahler-Park. Zwischen 1974 und 2005 gelangte man von hier über weitere Brücken in eine kleine Einkaufspassage im Gebäude der DG-Bank, dem ehemaligen Hotel und heutigen Casino Esplanade, und von dort zu den Colonnaden. Der nördliche Teil der Brücke, der vom Südeingang des Dammtor-Bahnhofs über die ehemalige Tiergartenstraße zum Nordeingang des U-Bahnhofes Stephansplatz führte, wurde im Sommer 2020 im Zuge der Umgestaltung des Bahnhofsvorplatzes (Dag-Hammarskjöld-Platz) abgerissen.

### Gustav-Mahler-Park mit Schillerdenkmal
Der Gustav-Mahler-Park wurde 1991 (davor: Dammtorpark) nach dem Komponisten Gustav Mahler (1891–1897 1. Kapellmeister am Hamburgischen Stadt-Theater) benannt. Die schmale Anlage ist Teil eines Grünzuges, der sich entlang des ehemaligen Stadtwalls von der Alster an der Lombardsbrücke über Planten un Blomen bis zur Elbe erstreckt. Im Park nahe der Dammtorstraße steht seit 1958 das Denkmal für Friedrich von Schiller, das zuvor seit 1866 an der Kunsthalle gestanden hatte.